# Episodi di Killjoys (terza stagione)
La terza stagione della serie televisiva Killjoys è stata trasmessa in Canada su Space dal 30 giugno al 1º settembre 2017.
In Italia, la stagione è inedita.
| n° | Titolo originale                  | Titolo italiano | Prima TV Canada   | Pubblicazione Italia |
| -- | --------------------------------- | --------------- | ----------------- | -------------------- |
| 1  | Boondoggie                        |                 | 30 giugno 2017    |                      |
| 2  | A Skinner, Darkly                 |                 | 7 luglio 2017     |                      |
| 3  | The Hullen Have Eyes              |                 | 14 luglio 2017    |                      |
| 4  | The Lion, the Witch & the Warlord |                 | 21 luglio 2017    |                      |
| 5  | Attack the Rack                   |                 | 28 luglio 2017    |                      |
| 6  | Necropolis Now                    |                 | 4 agosto 2017     |                      |
| 7  | The Wolf You Feed                 |                 | 11 agosto 2017    |                      |
| 8  | Heist, Heist Baby                 |                 | 18 agosto 2017    |                      |
| 9  | Reckoning Ball                    |                 | 25 agosto 2017    |                      |
| 10 | Wargasm                           |                 | 1º settembre 2017 |                      |